# NGC 5569
NGC 5569 é uma galáxia espiral barrada (SBc) localizada na direcção da constelação de Virgo. Possui uma declinação de +03° 58' 59" e uma ascensão recta de 14 horas, 20 minutos e 32,2 segundos. Faz parte, juntamente com NGC 5566 e NGC 5560, de um trio de galáxias que interagem gravitacionalmente, denominado Arp 286.
A galáxia NGC 5569 foi descoberta em 26 de Abril de 1849 por William Parsons.